# Bistum Takamatsu
Das Bistum Takamatsu (lat.: Dioecesis Takamatsuensis, jap. カトリック高松教区, katorikku Takamatsu kyōku) war eine in Japan gelegene römisch-katholische Diözese mit Sitz in Takamatsu.

## Geschichte
Das Bistum Takamatsu wurde am 27. Januar 1904 durch Papst Pius X. aus Gebietsabtretungen des Bistums Osaka als Apostolische Präfektur Shikoku errichtet. Die Apostolische Präfektur Shikoku wurde am 13. September 1963 durch Papst Paul VI. zum Bistum erhoben und in Bistum Takamatsu umbenannt. Das Bistum Takamatsu war dem Erzbistum Osaka als Suffraganbistum unterstellt.
Das Bistum Takamatsu umfasste die Insel Shikoku mit den Präfekturen Ehime, Kagawa, Kōchi und Tokushima.
Am 15. August 2023 hat Papst Franziskus das Bistum Takamatsu mit dem Erzbistum Osaka vereinigt und den Erzbischof von Osaka, Kardinal Thomas Aquino Manyo Maeda, zum ersten Erzbischof von Osaka-Takamatsu ernannt.

## Ordinarien

### Apostolische Präfekten von Shikoku
- Joseph Maria Alvarez OP, 1904–1931
- Modesto Perez OP, 1935–1940

### Bischöfe von Takamatsu
- Franciscus Xaverius Eikichi Tanaka, 1963–1977
- Joseph Satoshi Fukahori, 1977–2004
- Francis Xavier Osamu Mizobe SDB, 2004–2011
- John Eijirō Suwa, 2011–2022
- aufgelöst durch Zusammenlegung und Eingliederung in das Erzbistum Osaka-Takamatsu